# Автошлях Т 1611
Автошля́х Т 1611 — автомобільний шлях територіального значення в Одеській області. Проходить територією Кодимського та Балтського районів через Олексіївку (пункт контролю) — Кодиму — Балту. Загальна довжина — 62,3 км.

## Маршрут
Автошлях проходить через такі населені пункти:
| Автошлях Т 1611             |           |
| Одеська область             |           |
| Кодимський район            |           |
| Олексіївка (пункт контролю) |           |
| Грабове                     |           |
| Кодима                      | Т 1622    |
| Балтський район             |           |
| Борсуки                     |           |
| Мирони                      |           |
| Балта                       | Р33Р75Р71 |